# 南渡 (掸邦)
南渡，是缅甸掸邦北部的一个镇，以其包德温矿区和南渡银矿著名。坐落于南渡河，通过缅甸矿业铁路与腊戍附近的缅甸米轨铁路相连。1945年日本投降后，当地华侨曾修建了两座烈士纪念碑以纪念中国远征军，今已不复存在。

## 历史
南渡包德温（Bawdwin）矿产在二战前是世界最大的铅矿产地，也是世界最大的银矿产地之一。在英国殖民者到来之前（1880年代），南渡的矿产由东本（Tawngpeng）的诏法把控，由来自中国云南的中国劳工开展采矿工作。当矿脉到达地下水位之时矿山被废弃了。这些矿山在20世纪初叶开始被英国人重新开发。1906年3月，组建了英资的“缅甸矿业铁路与熔炼有限公司”（The Burma Mines, Railway and Smelting Co Ltd），1907年开始建设铁路，1908年修到了距包德温5km的虎营矿区（Tiger Camp mining area）。1914年与缅甸的北禅邦铁路在Nam-yau站接轨。缅甸矿业铁路轨距为2英尺(610 mm)，长80km。

## 现状
现在的南渡矿产处于国家控制之下，由缅甸矿业部门管理。
铅、锌和镍也由矿山产出。锌主要出口到日本，其它矿物在销往国外之前被送到南渡冶炼。
1998年2月，3,000名工人举行了大罢工，要求提供给他们更好的工作环境和提高井下旷工的工资。
一家中国的公司于2002年赢得了在南渡建立锌氧化物工厂的合同，这个工厂年加工50,000吨锌渣，生产的氧化锌出口到云南。

## 政治
掸邦军（SSA-North）第三旅一直活跃在孟密、皎脉、昔卜、南渡和腊戍。它在1989年已与缅甸军政府（恢委会）签署停火协议，其活动受到严格限制。巴朗国家解放组织（Palaung State Liberation Organization）也活跃于该地区。